# 瓦尔斯塔尼亚
瓦尔斯塔尼亚（義大利語：Valstagna），是意大利威尼托大区维琴察省的一个市镇。总面积25.6平方公里，人口1894人，人口密度74.0人/平方公里（2009年）。国家统计（ISTAT）代码为024114。